# Temnoripais
Temnoripais is een geslacht van vlinders uit de onderfamilie Macroglossinae van de familie pijlstaarten (Sphingidae).

## Soorten
- Temnoripais lasti (Rothschild, 1894)